# Pulau Anak Kerayaan
Pulau Anak Kerayaan är en ö i Indonesien.   Den ligger i provinsen Kalimantan Selatan, i den centrala delen av landet, 1 100 km öster om huvudstaden Jakarta.